# 1508
سنة 1508 م كانت سنة كبيسة تبدأ يوم السبت (الرابط يظهر نموذج التقويم الكامل للسنة) من التقويم اليولياني.

## أحداث
- بداية حرب عصبة كامبراي في 1508 والتي انتهت في 1516.

## مواليد
- لودفيكو دولشي

## وفيات
- أبو العباس الونشريسي عالم جزائري وفقيه بارز في القرن التاسع الهجري
- ألبرت الرابع
- بياتريس من نابولي
- جوفاني الثاني بنتيفوليو
- رينيه الثاني دوق لورين
- لودوفيكو سفورزا
- والتر كينيدي (كاتب) شاعر اسكتلندي